# آتشکوه
 آتشکوه نام رشته کوهی است در ۵ کیلومتری شهر نیم‌ور.
این رشته کوه دارای معادن سنگ تزئینی صادراتی ایران تراورتن بسیاری است و منبع بزرگ درآمد برای اهالی بومی می‌باشد. این معدن توسط قنبر رحیمی (ارباب قنبر)، که به سلطان سنگ ایران مشهور است، کشف شده است.
در این کوه یکی از قدیمی‌ترین آتشکده‌های ایرانی به نام آتشکده آتشکوه قرار دارد.

## یادکرد
1. ↑  «نتایج سرشماری ایران در سال ۱۳۸۵». درگاه ملی آمار. بایگانی‌شده از روی نسخه اصلی در ۲۱ آبان ۱۳۹۲.
2. ↑  مافیای سنگ ایران چه کسانی هستند؟ - شریف نیوز - تاریخ انتشار: ۲۶/۵/۱۳۸۴
3. ↑  قنبر رحیمی پدر سنگ ایران[پیوند مرده]
4. ↑  آتشکده ها و پرستشگاه های دیدنی ایران
5. ↑  «آتشکده آتشکوه (نیم‌ور)». بایگانی‌شده از اصلی در ۲۲ سپتامبر ۲۰۱۱. دریافت‌شده در ۲ آوریل ۲۰۰۹.